# Яцьков Ярослав Миколайович
Ярослав Миколайович Яцьков — український військовослужбовець, головний сержант, оборонець Маріуполя

## Життєпис
Народився 14 листопада 1994 у Житомирі. Закінчив загальноосвітню школу №27. Рік провчився у Поліському національному університеті на юридичному факультеті. У 2018 році вступив до лав полку «Азов». Був командиром 2-го взводу оперативного призначення 3-ї роти оперативного призначення 2-го батальйону оперативного призначення. Повномасштабне вторгнення зустрів на передових позиціях у Маріуполі .
Похований 14 листопада 2023 року на Смолянському військовому цвинтарі в Житомирі .

## Нагороди
Посмертно нагороджений орденом «За мужність» ІІІ ступеня. 